# Bernard Q. Pitts
Bernard Quentin Augustus Pitts, CBE (* 1935; † 28. Dezember 2015) war ein Rechtsanwalt und Politiker der Vereinigten Demokratischen Partei UDP (United Democratic Party) aus Belize, der unter anderem zwischen 1993 und 1998 Sprecher des Repräsentantenhauses (House of Representatives) sowie von 2010 bis 2012 Generalstaatsanwalt war.

## Leben
Bernard Quentin Augustus Pitts absolvierte nach dem Schulbesuch ein Studium der Rechtswissenschaften und nahm nach seiner anwaltlichen Zulassung eine Tätigkeit als Rechtsanwalt (Attorney) auf. Seine politische Laufbahn für die Vereinigte Demokratische Partei UDP (United Democratic Party) begann er in der Kommunalpolitik als er Anfang der 1980er Jahre zum Mitglied des Stadtrates von Belize City gewählt wurde. 
Am 16. Juli 1993 wurde Bernard Q. Pitts auf Vorschlag der regierenden United Democratic Party als Nachfolger von Robert Clifton Swift Sprecher (Speaker) des Repräsentantenhauses (House of Representatives). Er bekleidete dieses Amt als Parlamentspräsident bis zum 13. Juli 1998, woraufhin Sylvia Flores am 12. September 1998 seine Nachfolge antrat. Er gründete als Seniorpartner die Anwaltskanzlei Pitts and Elrington mit Wilfred Elrington, der unter anderem zwischen 2008 und 2020 Außenminister sowie von 2008 bis 2010 und erneut zwischen 2012 und 2015 Generalstaatsanwalt war.
Nach dem Gesetzentwurf zum siebten Zusatzartikel (Seventh Amendment) zur Verfassung von Belize, der die Forderung der Verfassung aufhob, dass der Generalstaatsanwalt Mitglied des Repräsentantenhauses oder Senats sein muss, ernannte Premierminister Dean Barrow ihn anstelle von Elrington zum Generalstaatsanwalt. Seine Amtszeit war jedoch von schlechten Beziehungen zur Anwaltskammer von Belize geprägt, insbesondere in Bezug auf die Frage des Gesetzentwurfs zum neunten Zusatzartikel (Ninth Amendment) zur Verfassung. 2012 übernahm Elrington als sein Nachfolger erneut das Amt des Generalstaatsanwalts. Für seine Verdienste im Rechtswesen und öffentlichen Dienst wurde er zum 1. Januar 2012 im Rahmen der sogenannten „New Year Honours“ Commander des Order of the British Empire (CBE).
Aus seiner Ehe mit Valda Icene Pitts gingen sieben Kinder hervor. Seine Tochter Sharon Pitts-Robateau ist ebenfalls Rechtsanwältin und ist Vorsteherin der Anwaltskanzlei Pitts and Elrington. Sein Sohn Bernard Q. Pitts, Jr., ist ebenfalls politisch aktiv und wurde für die United Democratic Party 2012 zum Mitglied des Stadtrates von Belize City gewählt. B. Q. Pitts starb am 28. Dezember 2015 im Alter von 80 Jahren an Herzversagen, nachdem er eine Woche zuvor einen Schlaganfall erlitten hatte.